# Phymatidium glaziovii
Phymatidium glaziovii är en orkidéart som beskrevs av Antonio Luiz Vieira Toscano. Phymatidium glaziovii ingår i släktet Phymatidium och familjen orkidéer. Inga underarter finns listade i Catalogue of Life.